# 博阿利
博阿利（法語：Boali）是中非共和国翁貝拉-姆波科省的一座城镇，也是该省的首府。市区位在中非1号国道上，首都班吉西北100公里处，与本国布阿尔以及邻国喀麦隆有公路连结。2020年，因宾博划归班吉市管辖，博阿利取代其成为翁貝拉-姆波科省首府。当地也是棕榈油、橡胶及棉花等农产品的集散地，亦发展轧棉纺织工业，是该国为数不多的纺织工业中心之一:975。
博阿利市区附近的姆巴利河上的博阿利瀑布是该国知名的观光景点，拥有丰富的水力资源，並建有水电站。